# 权平
权平（韓語：권평；1988年—），中華人民共和國朝鲜族持不同政見者，美国爱荷华州立大学校友，知名於其在中國國內公開反對時任中國共產黨總書記習近平的個人抗議。

## 反對習近平及逃離中國
2016年9月，權平因为公開發表身穿印有讽刺時任中国共产党总书记习近平字樣T恤的照片並計劃遊行抗議，在中華人民共和國吉林省境內被祕密警察以煽动颠覆国家政权罪逮捕，次年被判處有期徒刑1年6個月。出獄後，他繼續受到當局監視。
2023年8月16日，權平獨自駕駛水上摩托车逃離中國，前往韓國以求政治庇護，同日晚在仁川市海灘被韓海洋警察厅與海軍陸戰隊發現，旋因違反《出入境管理法》被移送韓國檢方。2024年6月，權平在韓國非法入境案結案，他隨後於30日前往美國紐約，計劃在美國或加拿大申請庇護。

## 抗議與被捕
2016年8月末，在吉林省的權平穿上一件印有“XITLER”、“习包子”和“大撒币”的白色T恤上班，以「習特勒」（Xitler）諷刺習近平是希特勒，並将其自拍上传至個人Twitter。9月30日，權平向海外朋友透露，打算在10月1日穿批習標語的衣服上街，結果當晚其美國朋友、留美學生古懿收到他發出緊急訊息表示「出事了」，之后便没有与他有关的信息。外界在多月後才確認，權平被秘密拘捕。
全美中国学生学者自治联合会（简称为全美学自联）于2016年11月1日发表声明，敦促中国政府立即无条件释放权平。11月13日，20多名华裔人士，到中国驻旧金山总领事馆门外抗议，要求立即释放權平。
2017年2月15日上午9点30分该案在延边朝鲜族自治州中级法院开庭。权平以前的两名辩护律师在此案即将审理的几天前突然被解聘。梁小军是被解聘的律师之一。最终权平被吉林省延邊中級法院以煽动颠覆国家政权罪判刑1年6個月。

## 出逃韓國
根據韓國人權運動家李大宣所述，權平已在2019年3月15日被中國政府釋放，但受密切監控禁止出境，讓權平決定流亡海外。雖然先前逃亡計劃失敗，2023年8月16日下午他從中國山東省攜救生衣、望遠鏡、指南針、頭盔，用繩子將5個汽油桶綁在水上摩托車上，騎14個小時、300多公里前往南韓，後權平遭仁川海洋警察廳逮捕。根據韓媒《News1》報導，韓國海洋警察表示從16日以後雖然對權平進行長達一周的追問，但他對於偷渡動機始終閉口不答，因此只好將他依照違反出入境管理法的嫌疑移交檢方，后来他被韓國檢方拘留並移送法庭。11月23日，權平因違反出入境管理法，被判有期徒刑1年、緩刑2年後釋放。仁川地方法院表示：“雖然罪行不輕，但考慮到他已長期被拘留，且在韓國未曾受過刑事處罰。” 法務部將首先判斷權某是否符合難民審查的資格，再考量是否承認其為難民，權平的命運將取決於韓國政府的決定。